# سباستيان بايز
سباستيان بايز (بالإسبانية: Sebastián Páez)‏ هو لاعب كرة قدم تشيلي في مركز حراسة المرمى، ولد في 13 أغسطس 1986 في تشيلي. شارك مع منتخب تشيلي لكرة القدم. أما مع النوادي، فقد لعب مع لاسيرينا ونادي براشوف.

## وصلات خارجية
- سباستيان بايز على موقع قاعدة بيانات كرة القدم.إي يو (الإنجليزية)
- سباستيان بايز على موقع Soccerway.com (الإنجليزية)
- سباستيان بايز على موقع AS.com (الإسبانية)